# Чичагов, Дмитрий Николаевич
Дми́трий Никола́евич Чичаго́в (3 сентября 1835, Москва — 4 июля 1894, там же) — русский архитектор и педагог, работавший в Москве во второй половине XIX века. Мастер русского стиля, создатель знаковых для Москвы XIX века памятников — Тургеневской читальни, Московской городской думы, храмов, школ и др. общественных зданий. В советские годы многие работы Чичагова были уничтожены.

## Биография
Д. Н. Чичагов — сын строителя Большого Кремлёвского дворца Н. И. Чичагова, родной брат архитектора Михаила и художника Константина Чичаговых. В 1850—1859 обучался в Московском дворцовом архитектурном училище. В 1871—1872 — главный архитектор Политехнической выставки в Москве. Впервые прославился как строитель дома В. Е. Морозова (Подсосенский переулок, 21).
В 1888 выиграл первый конкурс проектов здания Московской городской думы на Воскресенской площади (всего было представлено 38 проектов). После того, как итоги были подведены, вскрылись проблемы с фундаментами б. Присутственных мест, на которые планировалось поставить здание, и необходимость расширить проезд к Красной площади. Поэтому Дума устроила второй конкурс среди авторов лучших работ первого тура, и Чичагов опять победил. В новом проекте деревянные перекрытия были заменены на бетонные своды по железным балкам. Внешне Чичагов планировал окрасить здание в светло-серый цвет, а красный цвет был выбран уже при завершении постройки (1890—1892).

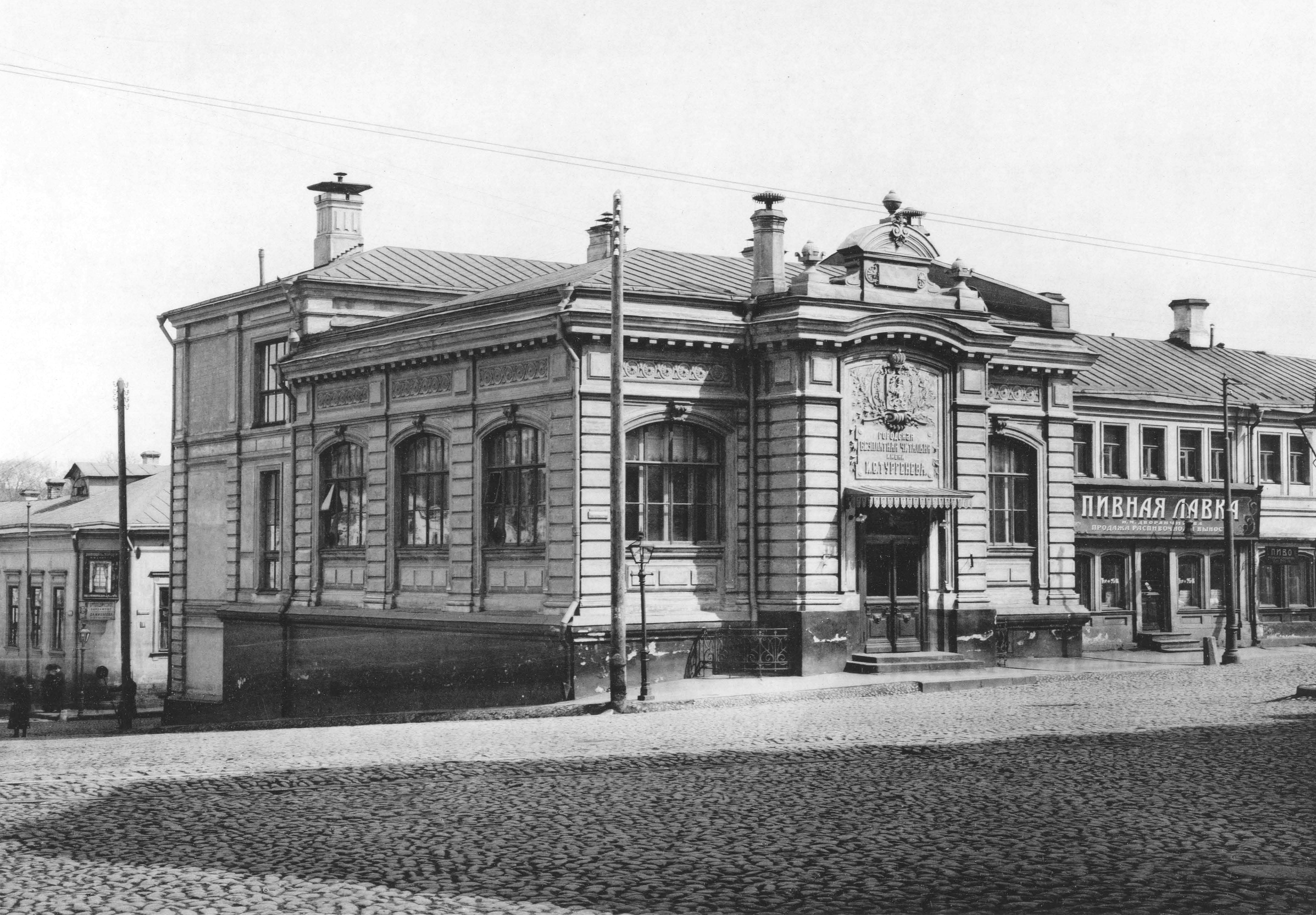
Тургеневская библиотека.

Помимо здания Думы, в период правления городского головы Н. А. Алексеева (совпавший по времени с последним десятилетием жизни архитектора) Чичагов строил много общественных зданий в Москве, в том числе снесённое 1972 г. здание старейшей в Москве городской общедоступной бесплатной Библиотеки-читальни им. И. С. Тургенева у Мясницких ворот и сохранившуюся Алексеевскую школу на Николоямской улице (ныне музыкальная школа имени Н. А. Алексеева). Проектировал общественные здания и храмы для провинциальных городов — всего в послужном списке Чичагова 33 завершённых проекта.

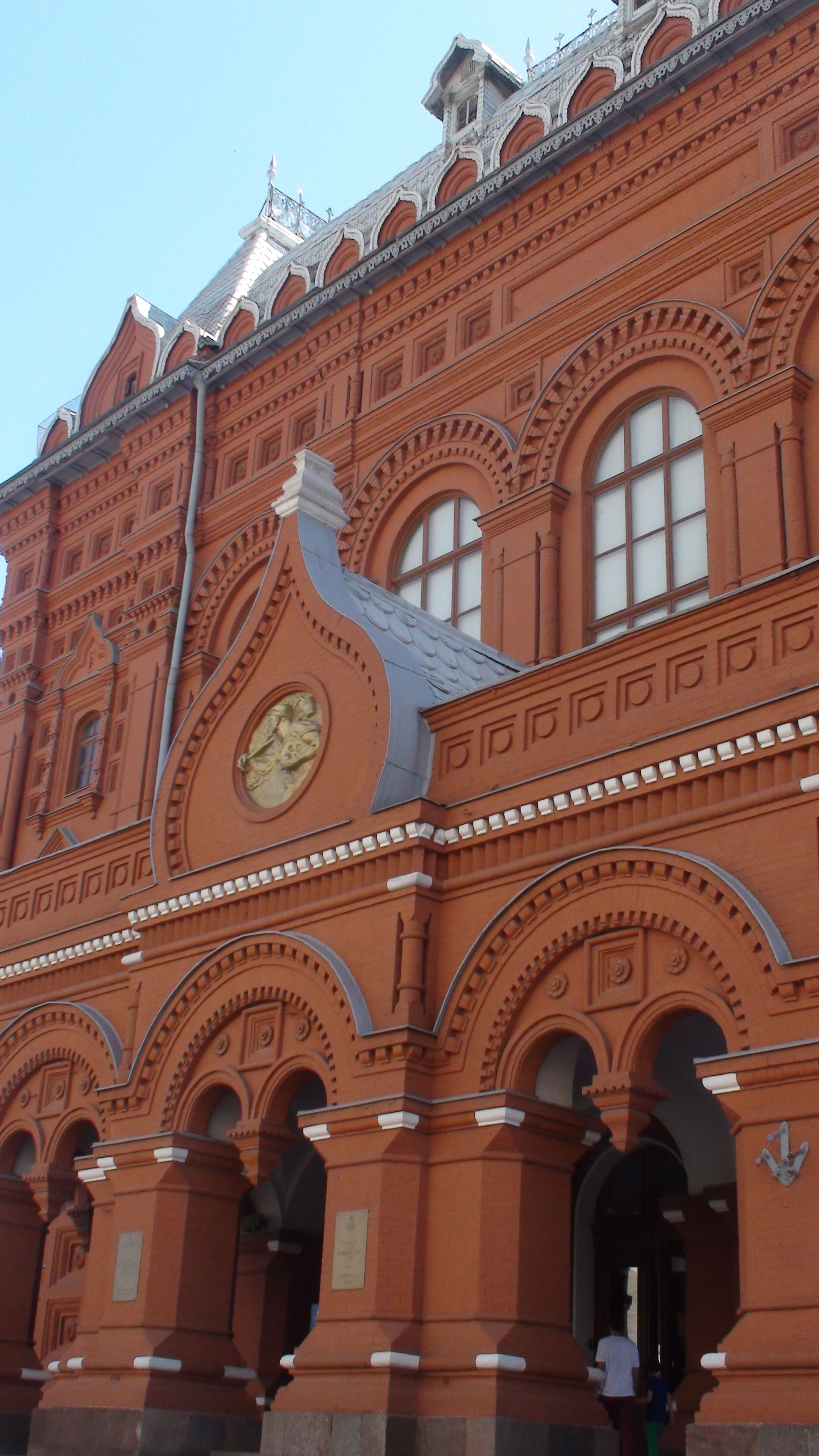
Старое здание городской Думы в Москве

Д. Н. Чичагов — один из учредителей Московского Архитектурного общества, в последний год жизни — председатель МАО. У Чичагова стажировались такие ставшие впоследствии знаменитыми архитекторы, как Ф. О. Шехтель и И. П. Машков. «В совете архитектора Д. Н. Чичагова исправлять недостатки, не разрушая самого здания, было то правило государственной мудрости, которого не хватало не только моему поколению» — В. А. Маклаков, воспоминания, гл.3.
Был женат дважды (первая жена, Лидия Михайловна — дочь М. Д. Быковского, родная сестра К. М. Быковского). Как и все мужчины в роду Чичаговых, умер относительно рано, оставив после себя одиннадцать детей. Из них пятеро стали известными художниками — продолжателями династии московских архитекторов и художников Чичаговых:
- Чичагов, Алексей Дмитриевич (1875—1921), архитектор
- Чичагов, Константин Дмитриевич (1867—1919), историк-искусствовед
- Чичагова-Россинская, Елена Дмитриевна (1874—1971), художница
- Чичагова, Галина Дмитриевна (1891—1966), художница
- Чичагова, Ольга Дмитриевна (1886—1958), художница

Похоронен на Ваганьковском кладбище (2 уч.).